# Ly
 For alternative betydninger, se Ly (flertydig). (Se også artikler, som begynder med Ly)
Et ly kan have flere formål og være midlertidigt eller permanent. Ly er et sted, hvor man kan befinde sig og få nogen beskyttelse mod:
- Vejret (nedbør, vind) – f.eks. er et permanent ly beregnet til overnatning i det fri.
  - Busstoppested med overdækning
  - Telt, nødtelt
  - Trinbræt på jernbane, ofte med vindfang
  - Barak
  - Hus
  - Herberg
  - Varmestue
  - Natvarmestue
  - Dyreskjul
  - Sikringsrum
  - Sømandshjem
- (I krigssituationer) fjenden:
  - Beskyttelsesrum
  - Skyttegrav